# Вейнер, Пётр Петрович
Пётр Петро́вич Ве́йнер (1879—1931) — российский и советский общественный деятель, издатель, краевед и искусствовед.

## Биография
Родился в 1879 году в семье Петра Петровича Вейнера и Марии Васильевны, урождённой Унжениной.
По окончании Александровского лицея в 1898 году поступил на службу в Государственную канцелярию делопроизводителем сверх штата.
В 1904—1905 годах участвовал в русско-японской войне в отрядах Красного Креста.
С 1907 года был издателем, а с 1908-го редактором журнала «Старые годы». Признание заслуг журнала перед отечественной культурой выразилось в присуждении Императорской Академией наук редакции «Старых годов» в лице П. П. Вейнера золотой медали имени А. С. Пушкина (15 марта 1911 года). В следующем году его избрали действительным членом Академии художеств. Во время Первой мировой войны Вейнер на свои средства организовал лазарет и реабилитационные «курсы для увечных воинов»; выпуск журнала не прекращал.
Но П. П. Вейнер считал делом своей жизни создание и участие в работе Музея старого Петербурга, который был организован в конце 1907 года архитекторами, художниками, искусствоведами, членами Общества архитекторов-художников на общественных началах. Пётр Вейнер пожертвовал музею редкие художественные предметы из своей коллекции: планы окрестностей Москвы и Петербурга, альбом «Похороны императора Николая I», литографии Беггрова, ценное собрание рисунков и чертежей Кваренги.

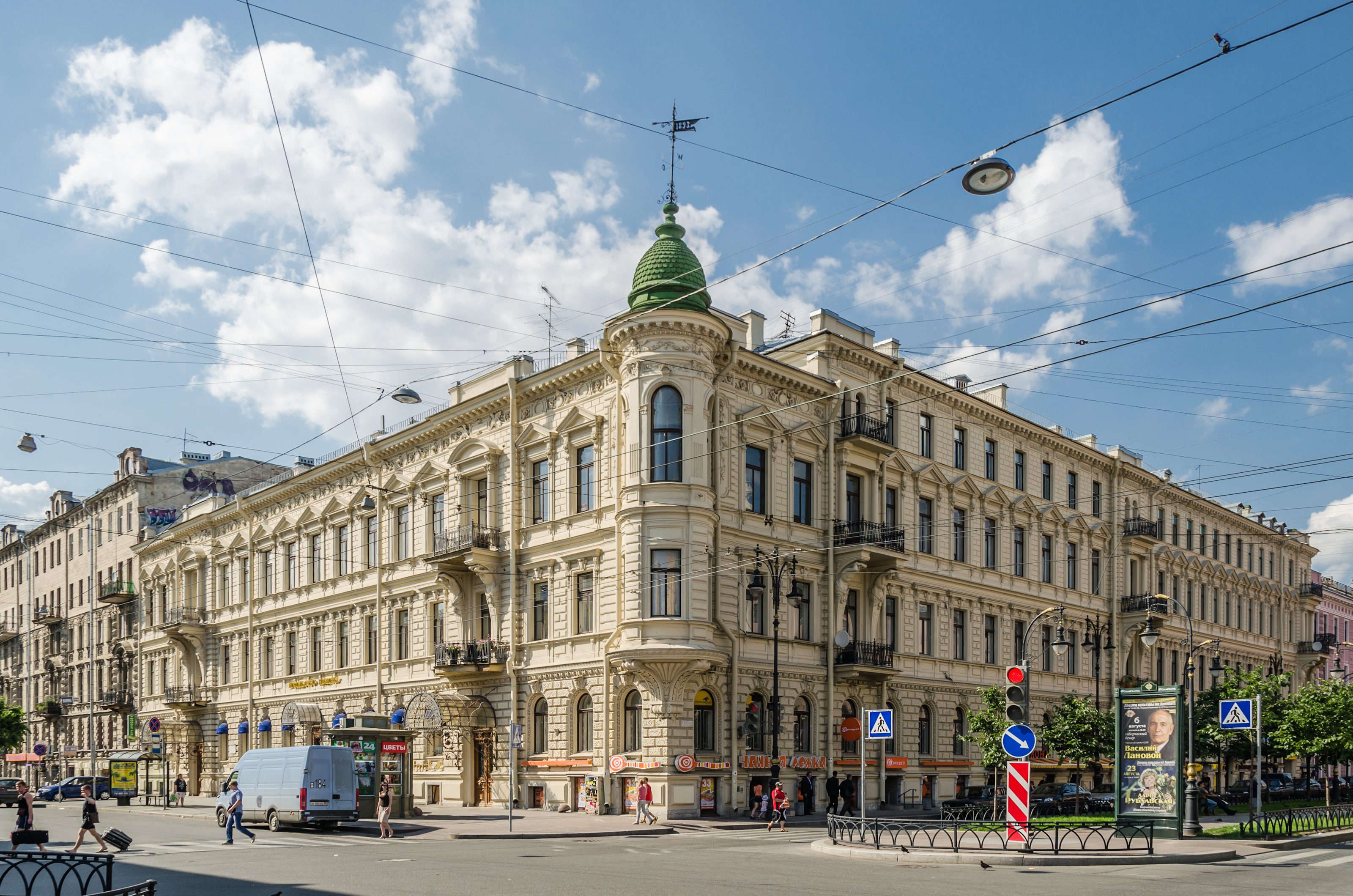
Доходный дом отца — П. П. Вейнера, улица Чайковского, 38/перекрёсток с проспектом Чернышевского

После Октябрьской революции коллекции музея неоднократно переезжали с места на место, а деятельность самого Вейнера с 1918 по 1925 годы прерывалась арестами. 
Сотрудник Разряда истории изобразительных искусств Российского института истории искусств, с 1919 г. читал курсы: «Комнатное убранство XVIII века», «История мебели во Франции» и др.
В 1925 году был осужден на три года по «Делу лицеистов» и отправили в ссылку на Урал. В 1929 году ему удалось добиться возвращения в родной город; он поселился у матери на ул. Петра Лаврова, 25. С юношеских лет Вейнер страдал неизлечимой болезнью ног и с трудом передвигался, ссылка ухудшила его состояние и при очередном, последнем аресте, — за участие в несуществовавшей контрреволюционной монархической группировке — 21 июля 1930 года его выносили из дома на носилках. По постановлению Тройки ПП ОГПУ в ЛВО (ст. 58-II УК РСФСР) П. П. Вейнер был приговорен к расстрелу. Ночью 7 января 1931 года приговор был приведён в исполнение.
Его брат Аркадий Петрович в 1925 г. заключен в концлагерь на 5 лет, сестры Зинаида Петровна Тизенгаузен и Лидия Петровна Дединцева также репрессированы.
Постановлением Президиума Ленинградского суда в 1988 году он был реабилитирован.

## Память
- В 2003 году мемориальная доска, посвящённая Петру Петровичу Вейнеру, была открыта на доме № 38 по улице Чайковского в Санкт-Петербурге.